# Oļegs Blagonadeždins
Oļegs Blagonadeždins (Riga, 16 maggio 1973) è un ex calciatore lettone, di ruolo difensore.

## Carriera

### Club
Dopo aver esordito da professionista nel Pārdaugava Rīga, nel 1992 passa allo Skonto Rīga, squadra con cui disputa e vince il primo campionato lettone dopo l'indipendenza del paese. Veste la divisa dello Skonto anche nelle 10 stagioni successive, conquistando ogni volta il titolo nazionale, e per sette volte la Coppa di Lettonia. In undici stagioni disputa 194 gare e segna 19 reti in campionato.
Nel gennaio 2003 passa in prestito all'Alania Vladikavkaz, squadra russa. Totalizza solo 4 presenze, ritornando allo Skonto a metà anno, per vincere anche il titolo 2003. Nel 2004 conquista il tredicesimo titolo lettone consecutivo, mentre l'anno dopo la squadra arriva seconda interrompendo la striscia record.
Nel 2006 Blagonadeždins si trasferisce al Jūrmala, giocandovi per quell'anno e per quello successivo. Al termine della stagione 2007 abbandona il calcio giocato. Poco dopo viene assunto come allenatore del JFC Skonto, la squadra riserve dello Skonto Rīga.

### Nazionale
Ha fatto il proprio esordio in Nazionale lettone il 10 luglio 1992, in una gara contro l'Estonia valida per la Coppa del Baltico.
Nel 2004 è stato uno dei 23 lettoni a prendere parte per la prima volta al campionato d'Europa, giocato quell'anno in Portogallo e chiusosi per loro al primo turno. In Nazionale ha totalizzato 70 presenze e 2 reti.

## Palmarès

### Club

#### Competizioni nazionali
- Campionato lettone: 13

Skonto: 1992, 1993, 1994, 1995, 1996, 1997, 1998, 1999, 2000, 2001, 2002, 2003, 2004
- Coppa di Lettonia: 7

Skonto: 1992, 1995, 1997, 1998, 2000, 2001, 2002

### Nazionale
- Coppa del Baltico: 1

2001